# Ancienne église de Trégon
L'ancienne église est un édifice situé à Trégon, en France.

## Localisation
L'ancienne église est située sur le territoire de la commune de Trégon, dans le département des Côtes-d'Armor en région Bretagne.

## Description
L'ancienne église de Trégon était un ancien prieuré-cure de l'abbaye de Saint-Jacut, déjà mentionnée au XIIe siècle. Au chevet de la sacristie à laquelle il sert d'entrée, a été conservé l'ancien portail de l'église du XIe siècle. Portail de style roman, mais construction postérieure due au décalage des styles en Bretagne. La nouvelle église a été reconstruite de 1843 à 1880. Le portail est en granit appareillé, avec arc en plein cintre chanfreiné. La porte est encadrée dans un second arc saillant mouluré d'un tore. Un second arc, également plein cintre, étoffe la partie supérieure et forme archivolte. Le listel est orné de dents de scie. Au-dessus de la porte court une sorte de frise formée de petits cubes de pierre alternativement plans et en creux.

## Historique
Le portail sert actuellement d'entrée à la sacristie de l'église Saint-Pétrock.
L'ancienne église est inscrite partiellement au titre des monuments historiques par arrêté du 18 juin 1946.

## Galerie

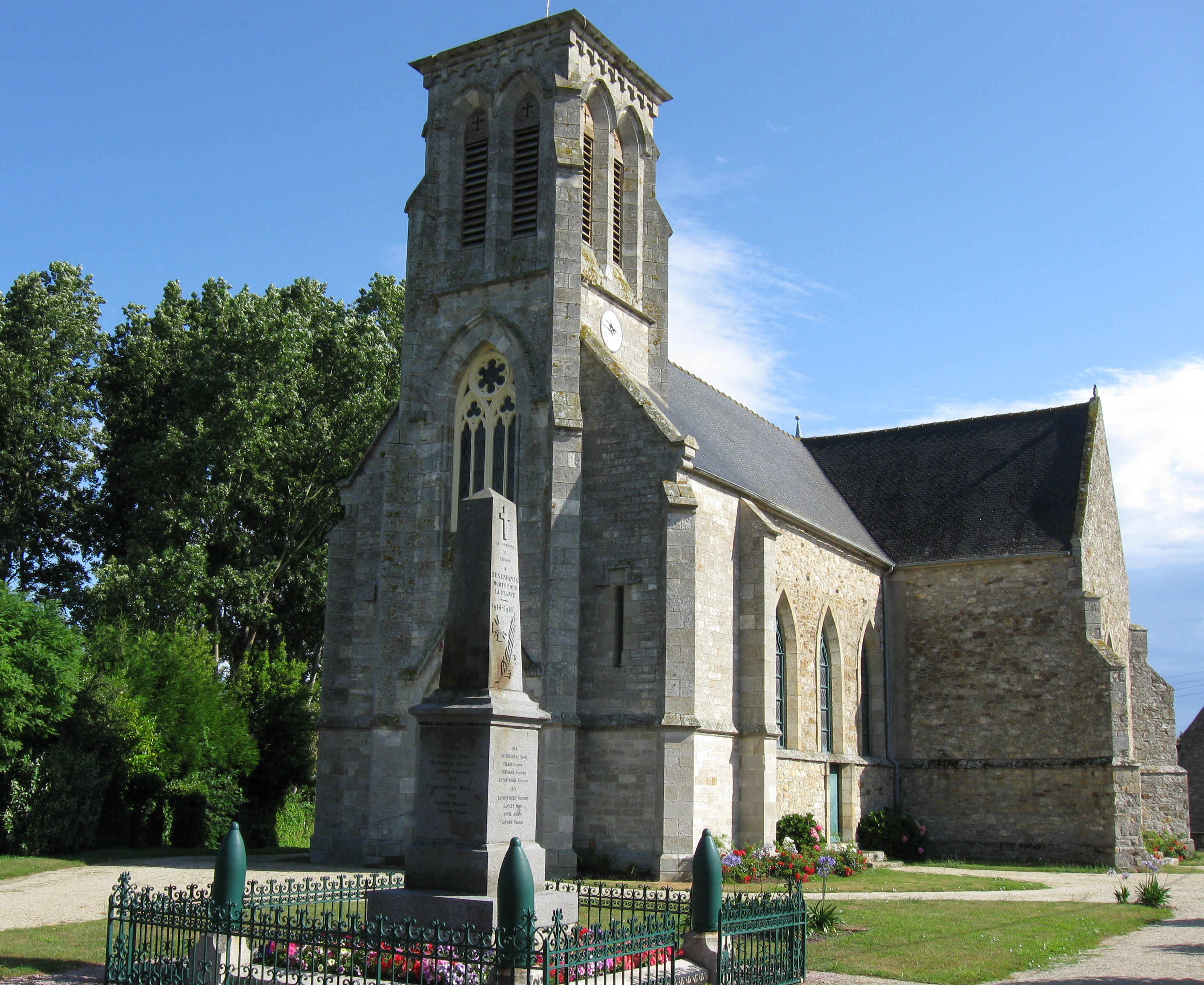
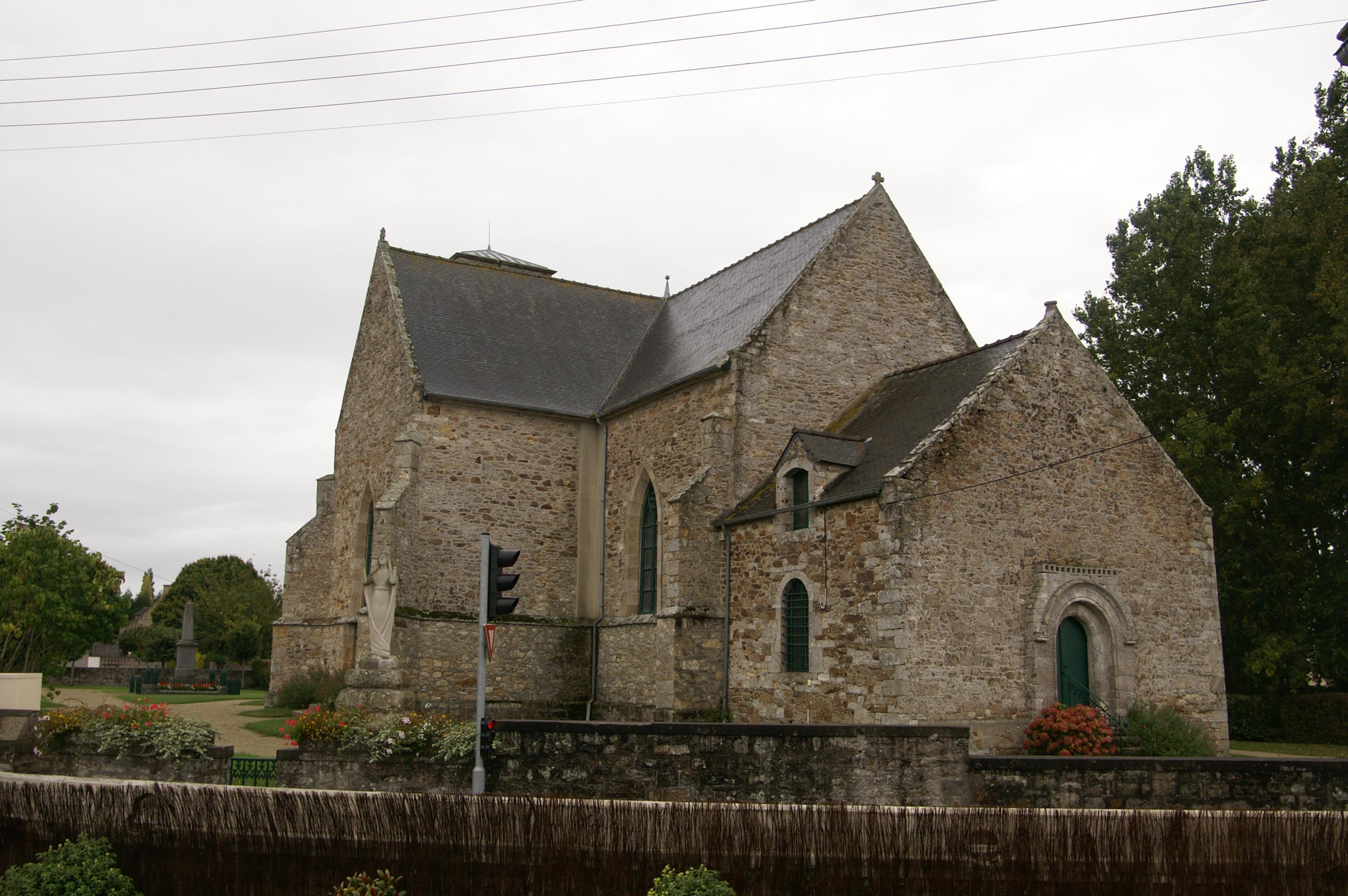
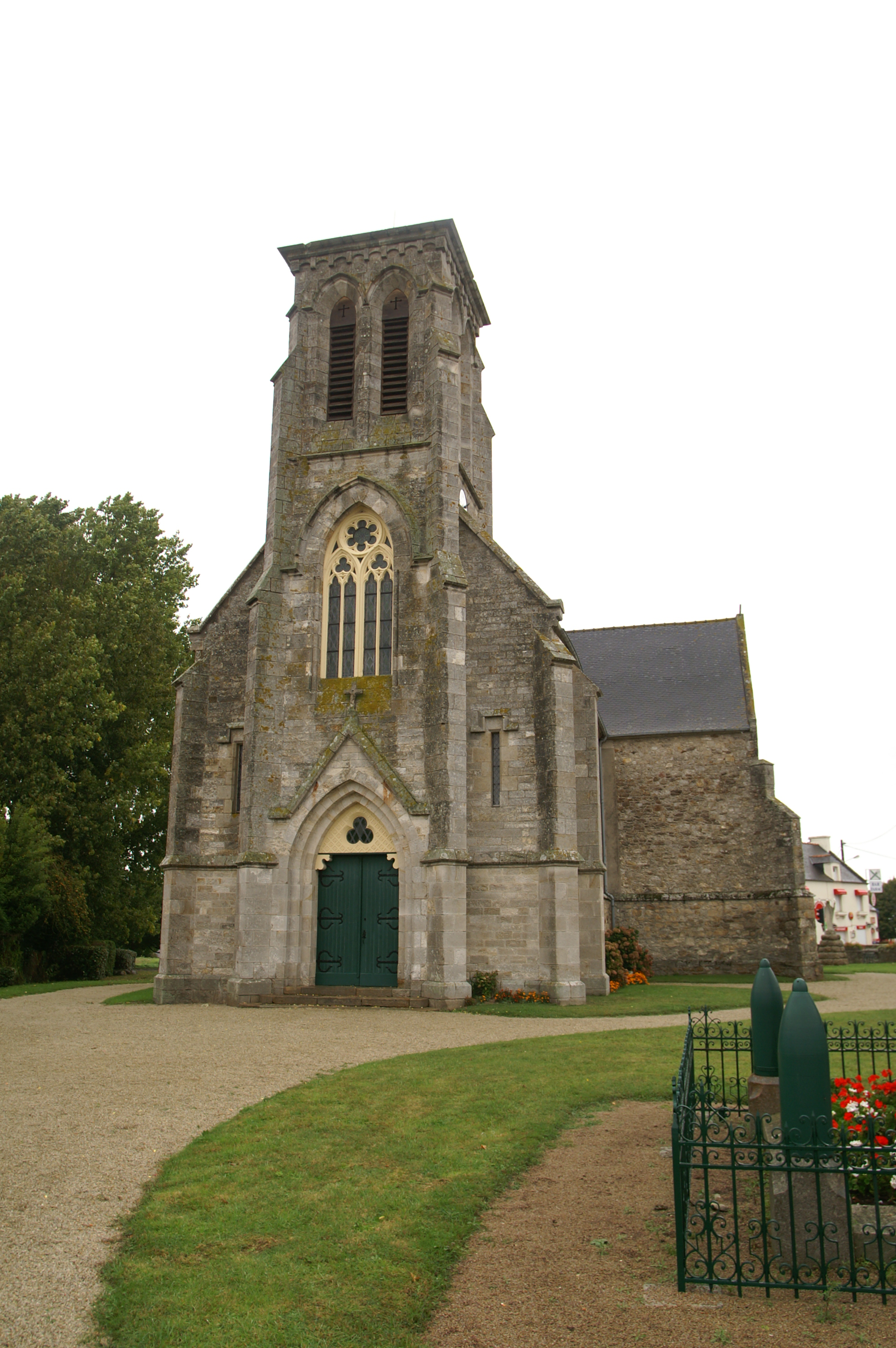
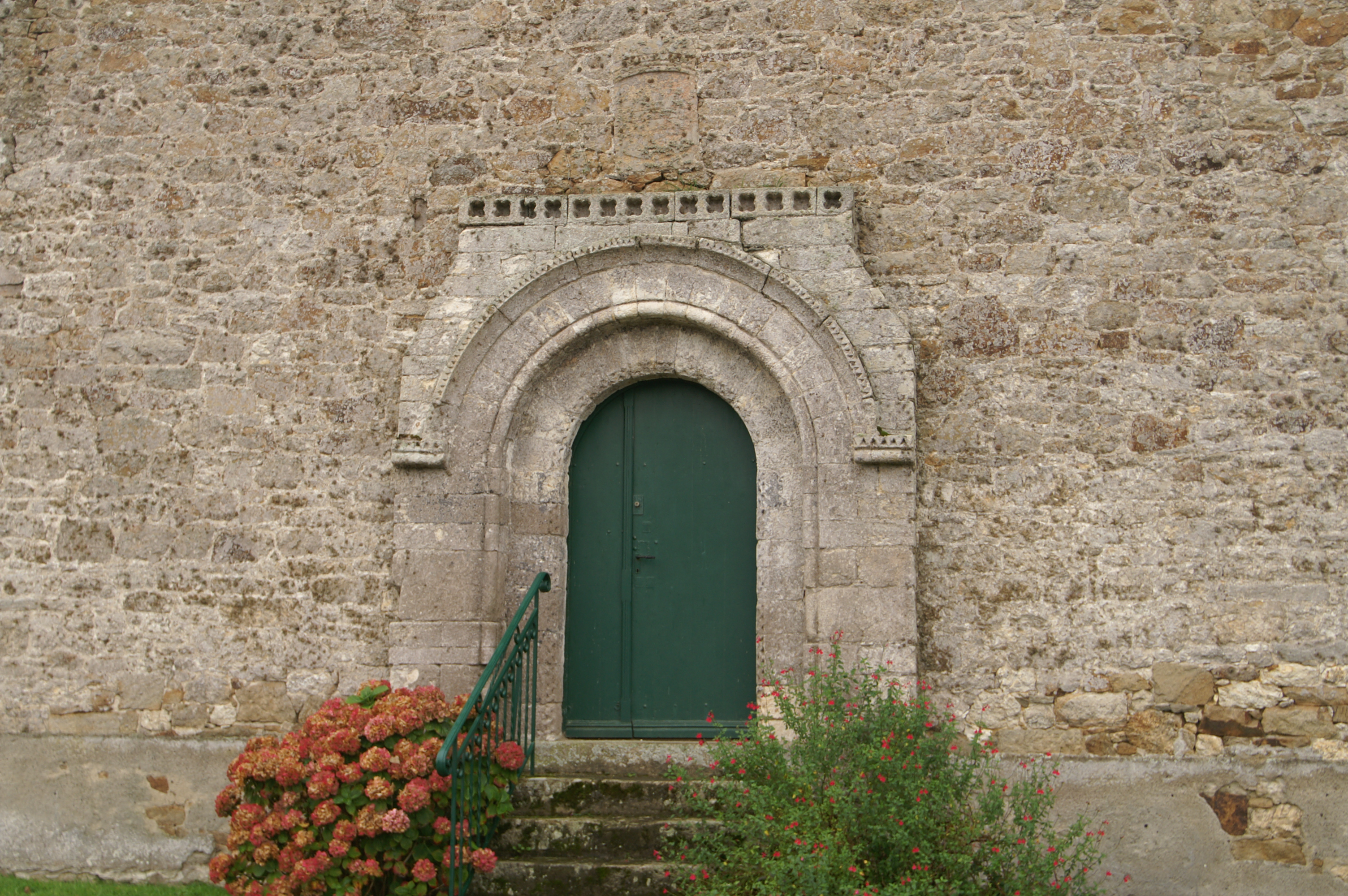